# سرطان مفصص
سرطان مفصص (بالإنجليزية: Lobular carcinoma)‏ هو شكل من أشكال الورم الذي يؤثر في المقام الأول على فصيصات الغدة.
يعتبر في بعض الأحيان ما يعادل «سرطان القناة الطرفية». 
إذا لم يتم تحديد خلاف ذلك، فإنه يشير عموما إلى سرطان الثدي. الأمثلة تشمل:
- سرطان مفصص في الموقع
- سرطان مفصص الغازية